# Dudley Stamp
Sir Laurence Dudley Stamp (1898-1966) est un géographe et universitaire britannique. Il est l'un des géographes britanniques du XXe siècle les plus connus au niveau international.
Formé au King's College de Londres, il se spécialise dans l'étude de la géologie et de la géographie et enseigne dans les universités de Rangoon (1923–26) et de Londres (1926–45). De 1936 à 1944, il dirige la compilation et la publication du rapport d'une vaste étude consacrée à l'usage des terres en Grande-Bretagne, Land Utilization Survey of Britain. Il travaille par ailleurs à nombreuses autres enquêtes officielles sur ce sujet ainsi que sur la planification.

## Jeunesse et éducation
Stamp naît à Catford, un district londonien, septième enfant d'un commerçant. Son frère Josiah, Lord Stamp of Shortlands, dirigera la banque d'Angleterre et sera anobli en 1928. Laurence étudie à Rochester de 1910 à 1913, époque à laquelle il intègre la Rochester and District Natural History Society. Il poursuit brillamment ses études au King's College de Londres, dont il sort diplômé avec les honneurs de première classe en 1917. Après son service militaire, il retourne au King's College en qualité de démonstrateur. Son amitié avec une étudiante, sa future épouse Elsa Rea, le conduit à s'intéresser à la géographie, discipline dans laquelle il est reçu docteur ès sciences.

## Première Guerre mondiale
Stamp sert dans l'armée britannique de 1917 à 1919, en France et en Belgique. En son absence, son article de recherche sur le silurien dans la forêt de Clun est lu en son nom à la Geological Society of London.

## Carrière professionnelle et académique
Au début des années 1920, Stamp travaille en Birmanie, alors colonie britannique, en tant que géologue dans le domaine pétrolier. Il se marie et entame une carrière d'enseignant en géologie et géographie à la nouvelle université de Rangoon, en 1923. Il retourne au Royaume-Uni en 1926, où il est nommé maître de conférences en géographie économique à la London School of Economics (LSE).
Dans les années 1930, Stamp est à l'origine d'une vaste enquête, conduite à l'échelle du pays, appelée Land Utilization Survey of Britain. Cet important projet portant sur l'usage des terres est réalisé avec le concours de bénévoles, y compris des collègues, des étudiants, des enseignants et des élèves, sur une échelle de 6 pouces à un mile. Aucune entreprise de cette envergure n'avait été menée depuis le grand inventaire connu sous le nom de Domesday Book, achevé en 1086. La publication de cartes et de rapports commence en 1933 et s'achève en 1948, après une interruption due à la Seconde Guerre mondiale. Stamp rapporte la réaction d'un agriculteur qui, ayant croisé une classe d'école menant l'enquête sur ses terres, s'était d'abord irrité. Rassuré par les explications du maître d'école, il avait ensuite écrit au journal local pour se féliciter de cette initiative, qu'il jugeait finalement utile aussi bien aux élèves qu'à la communauté. Stamp intervient par la suite en qualité de consultant auprès de nombreux gouvernements nationaux et prépare un plan général pour une étude mondiale de l'utilisation des terres, projet adopté par l' Union géographique internationale.
Stamp est nommé professeur de géographie économique en 1945 et occupe la chaire de géographie sociale en 1948. Parallèlement à ses activités à la London School of Economics, il exerce d'importantes fonctions au sein de nombreuses organisations, telles que la présidence de la section E de la British Association (1949), de la Geographical Association (1950), de l' Union géographique internationale (1952-56) et de l' Institute of British Geographers  (1956) ainsi que la vice-présidence de la Royal Society of Arts (1954–1956).
Il intervient également auprès du gouvernement en qualité de vice-président du comité Scott sur l'utilisation des terres dans les zones rurales (1941–42) et de conseiller en chef sur l'utilisation des terres rurales au ministère de l'Agriculture (1942–1955). Il développe alors l'idée d'une classification des terres qui est officiellement adoptée à des fins de planification. Membre de la Royal Commission on Common Land de 1955 à 1958, il prend sa retraite à cette date.
Laurence Dudley Stamp est l'auteur du quatrième volume de la collection New Naturalist, intitulé Britain's Structure and Scenery.

## Retraite
A sa retraite, Stamp renoue avec son milieu d'origine et dirige l'entreprise d'épicerie familiale. Il prend également la direction de l' Institut des épiciers (1960–63). Cependant, son activité de géographe et de conseiller gouvernemental est loin de prendre fin. Il est membre de la Nature Conservancy à partir de 1958, président du British National Committee for Geography (1961-66) et de la Royal Geographical Society (1963–66). Son épouse décède en 1962. En 1964, il préside le comité d'organisation du vingtième Congrès de l'Union géographique internationale, qui se tient à Londres. Philatéliste passionné, il plaide avec succès en faveur de l'émission d'une série de timbres commémoratifs. En 1965, il préside le Comité consultatif des ressources nationales du ministère des Terres et des Ressources naturelles . Il décède en 1966 d'une insuffisance cardiaque, lors d'une conférence à Mexico alors que, dit-on, il venait d'accomplir la prouesse de visiter tous les pays du monde. Il est enterré à Bude.

## Héritage
L'essor de la politique de contrôle de l'utilisation des terres en Grande-Bretagne trouve en grande partie son origine dans l'enquête sur l'utilisation des terres initiée et dirigée par Stamp et dans son analyse des changements d'utilisation des terres.

### Deuxième enquête sur l'utilisation des terres
Une deuxième enquête sur l'utilisation des terres est lancée en 1960 par Alice Coleman, qui sera par la suite nommée professeur de géographie au King's College de Londres, où Stamp avait étudié. Le recours à des volontaires est retenu, conformément au choix effectué par Stamp lors de l'enquête précédente. Bien qu'environ 3000 volontaires aient participé à ce travail sur le terrain, seule une partie limitée des résultats a fait l'objet d'une publication, en occurrence à l'échelle 1:25 000.

### Land-Use UK
En 1996, la Geographical Association organise une nouvelle enquête avec la participation d'environ 50 000 élèves.

### Fonds Dudley Stamp
Le Dudley Stamp Memorial Fund de la Royal Geographical Society offre de petites subventions à des géographes pour les aider dans des recherches de troisième cycle ou des voyages d'études susceptibles de faire progresser la discipline et de promouvoir la coopération en la matière.

### Archives
Les Stamp Papers, conservés au département de géographie de l' Université du Sussex, contiennent de nombreuses informations sur l'organisation du Land Use Survey, ainsi que des documents personnels et professionnels qui illustrent la vie et la carrière de Laurence Dudley Stamp.

## Sélection de publications
- Stamp, L.D. (1919), The highest Silurian rocks of the Clun-Forest District (Shropshire). Quarterly Journal of the Geological Society LXXIV-3 (295); pp. 221–246.
- Stamp, L.D. (1925), The Vegetation of Burma from an Ecological Standpoint. Calcutta: Thacker, Spink & Co.
- Stamp, L.D. (1927), Wandlungen in Welthandelsverkehr: Atlantischer oder Stiller Ozean? (Changes in World Trade Flows: Atlantic or Pacific Ocean?), Zeitschrift für Geopolitik, 4 (12), 1927, pp. 64–66. (in German, English translation by Rolf Meyer to be published 2009).
- Stamp, L.D. (1929), The World: a general geography, London: Longmans, Green & Co.
- Stamp, L.D. (ed) (1933), Slovene Studies: Being Studies Carried Out by Members of the Le Play Society in the Alpine Valleys of Slovenia (Yugoslavia).
- Stamp, L.D. (ed) (1937), The Land of Britain. The Report of the Land Utilisation Survey of Britain.
- Stamp, L.D. (1940), The Southern Margin of the Sahara: Comments on Some Recent Studies on the Question of Desiccation in West Africa, Geographical Review, Vol. 30, No. 2, pp. 297–300.
- Stamp, L.D. (1946), Britain's Structure And Scenery, New Naturalist Series, London: Collins.
- Stamp, L.D. (1946), Physical Geography and Geology, London: Longmans Green and Co.
- Stamp, L.D. (1948), The Land of Britain: Its Use and Misuse. London: Longmans, Green and Co.
- Stamp, L.D. & Kimble G.H.T. (1949), An Introduction to Economic Geography, Toronto, New York and London: Longmans, Green and Co.
- Stamp, L.D. & Wooldridge S.W. (en), eds (1951) London Essays in Geography. London: (Longmans, Green & Co., for London School of Economics).
- Stamp, L.D. (1952), Land for Tomorrow: the Underdeveloped World, Bloomington: Indiana University Press
- Stamp, L.D. (1955), Man and the Land, New Naturalist Series, London: Collins.
- Stamp, L.D. (1957), India, Pakistan, Ceylon and Burma, London: Metheun & Co. Ltd.
- Stamp, L.D. (1959), A Regional Geography, Part I: The Americas. (9th ed 1959), Longman.
- Stamp, L.D. (1960), Applied Geography. Harmondsworth, Middlesex: Penguin.
- Stamp, Sir L.D. (1961), A Glossary of Geographical Terms, London: Longmans,  (ISBN 0-582-31062-8)
- Stamp, L.D. (ed) (1961), A History of Land Use in Arid Regions, UNESCO Arid Zone Research Publication XVII, Paris: UNESCO.
- Stamp, Sir L.D. (1962), The Land of Britain: Its use and misuse. 3rd enlarged ed.
- Stamp, L.D. (1962), Britain's Structure And Scenery, Fontana
- Hoskins, W.G. & Stamp, L.D., (1963), The Common Lands of England and Wales, New Naturalist Series, London: Collins.
- Stamp, L.D. (1969), Nature Conservation in Britain, New Naturalist Series, London: Collins.
- Stamp, Sir L.D. (1969), Our Developing World, London: Faber and Faber,  (ISBN 0-571-04639-8)

## Récompenses
Stamp est nommé CBE en 1946 et fait chevalier en 1965. Il reçoit le prix Daniel Pidgeon de la Geological Society en 1920, la médaille d'or du Mining and Geological Institute of India en 1922, la Founder's Medal de la Royal Geographical Society (1949), la médaille Charles P. Daly de l' American Geographical Society en 1950, la médaille Vega de la Société suédoise d'anthropologie et de géographie (1954), la médaille de la Société géographique de Tokyo en 1957 et la médaille de la Royal Scottish Geographical Society en 1964. Il est élu membre honoraire de l'Institut d'urbanisme en 1944. Il est titulaire de diplômes honoris causa, notamment  les LLD d' Edimbourg (1963)  et DSc d' Exeter (1965).